# Prava LGBTIQ-osoba na Bahamima
Prava LGBTIQ-osoba na Bahamima su evoluirala tijekom povijesti.
Homoseksualni spolni odnosi između žena i muškaraca nisu trenutno zabranjeni na Bahamima, ali istospolni parovi mogu naići na diskriminaciju.
16. svibnja 1991. godine dekriminalizirani su spolni odnosi između istospolnih partnera. Ipak, zakon diskriminira homoseksualce jer je najmanja zakonska dob stupanja u spolne odnose za homoseksualni 18 godina, a za heteroseksualni 16. Naravno, ima onih koji stupaju u odnose i ranije.
Na Bahamima nije zakonski prepoznata nikakva istospolna zajednica – niti brak, niti životno partnerstvo. 7. srpnja 2011. brak je definiran u zakonu kao životna, zakonom uređena, zajednica jednog muškarca i jedne žene.
Već godinama neki pastori i suci privatno održavaju ceremonije prihvaćanja i prepoznavanja istospolnih zajednica.
Ne postoje nikakve odredbe prema kojima homoseksualne osobe ne bi mogle biti policajci i vojnici.
Većina stanovnika Bahama su kršćani te smatraju da su homoseksualni odnosi grešni, što pridonosi homofobiji.
Bahamski film o ljubavi dvojice mladića, Djeca Božja, prikazan je na HRT-u 16./17. siječnja 2015. godine.